# هانسکا (مینه‌سوتا)
هانسکا، مینه‌سوتا (به انگلیسی: Hanska, Minnesota) یک شهر در ایالات متحده آمریکا است که در شهرستان براون واقع شده‌است.

## خصوصیات
هانسکا ۰٫۶۲ کیلومترمربع مساحت و ۴۰۲ نفر جمعیت دارد و ۳۱۰ متر بالاتر از سطح دریا واقع شده‌است.